# L'Étreinte (film, 2020)
Pour les articles homonymes, voir L'Étreinte.
 (avril 2021).
Si vous disposez d'ouvrages ou d'articles de référence ou si vous connaissez des sites web de qualité traitant du thème abordé ici, merci de compléter l'article en donnant les références utiles à sa vérifiabilité et en les liant à la section « Notes et références ».
Pour plus de détails, voir Fiche technique et Distribution.
L'Étreinte est un film français réalisé par Ludovic Bergery et sorti en 2020.
Il est présenté en avant-première au festival du film francophone d'Angoulême 2020.

## Synopsis
À la mort de son mari, vers la cinquantaine, Margaux tente un nouveau départ, s'installe chez sa sœur, reprend une formation littéraire à l'université, une ouverture au monde. Elle part en quête d'amour.

## Fiche technique
- Titre français : L'Étreinte[1]
- Réalisation : Ludovic Bergery
- Scénario : Ludovic Bergery, Julien Boivent
- Décors : Clémence Pétiniaud
- Costumes : Caroline Tavernier
- Photographie : Martin Roux
- Son : François Boudet, Damien Boitel, Xavier Thieulin
- Montage : Julien Leloup
- Musique : David-François Moreau
- Direction de production : Julien Flick
- Sociétés de production : Moby Dick Films, Les Films Pelléas, Sofica Manon 9
- Société de distribution : Pyramide Films
- Genre : drame
- Durée : 100 min minutes
- Dates de sortie[2] : 
  - France : 28 août 2020 (festival du film francophone d'Angoulême) ; 19 mai 2021 (sortie nationale au cinéma)
  - États-Unis : 6 mars 2021 (Rendez-Vous with French Cinema)

## Distribution
- Emmanuelle Béart : Margaux
- Vincent Dedienne : Aurélien
- Eva Ionesco : Marianne
- Tibo Vandenborre : Till
- Sandor Funtek : Harold
- Nelson Delapalme : Karl
- Marie Zabukovec : Lise
- Arthur Verret : Wilfried
- Yannick Choirat : Gaston